# Dokmanovići
Dokmanovići – wieś w Chorwacji, w żupanii primorsko-gorskiej, w mieście Vrbovsko. W 2011 roku liczyła 54 mieszkańców.